# Bly
Алекса́ндр Свисю́к (род. 22 января 1989 года, Житомир, Украина), более известный под своим никнеймом Bly, — украинский профессиональный игрок в StarCraft II, играющий за расу зергов. Многократный победитель чемпионатов Украины, а также двухкратный серебряный призёр турниров DreamHack. По состоянию на 2021 год, за свою карьеру Bly заработал более 131 000 долларов призовых.

## Биография

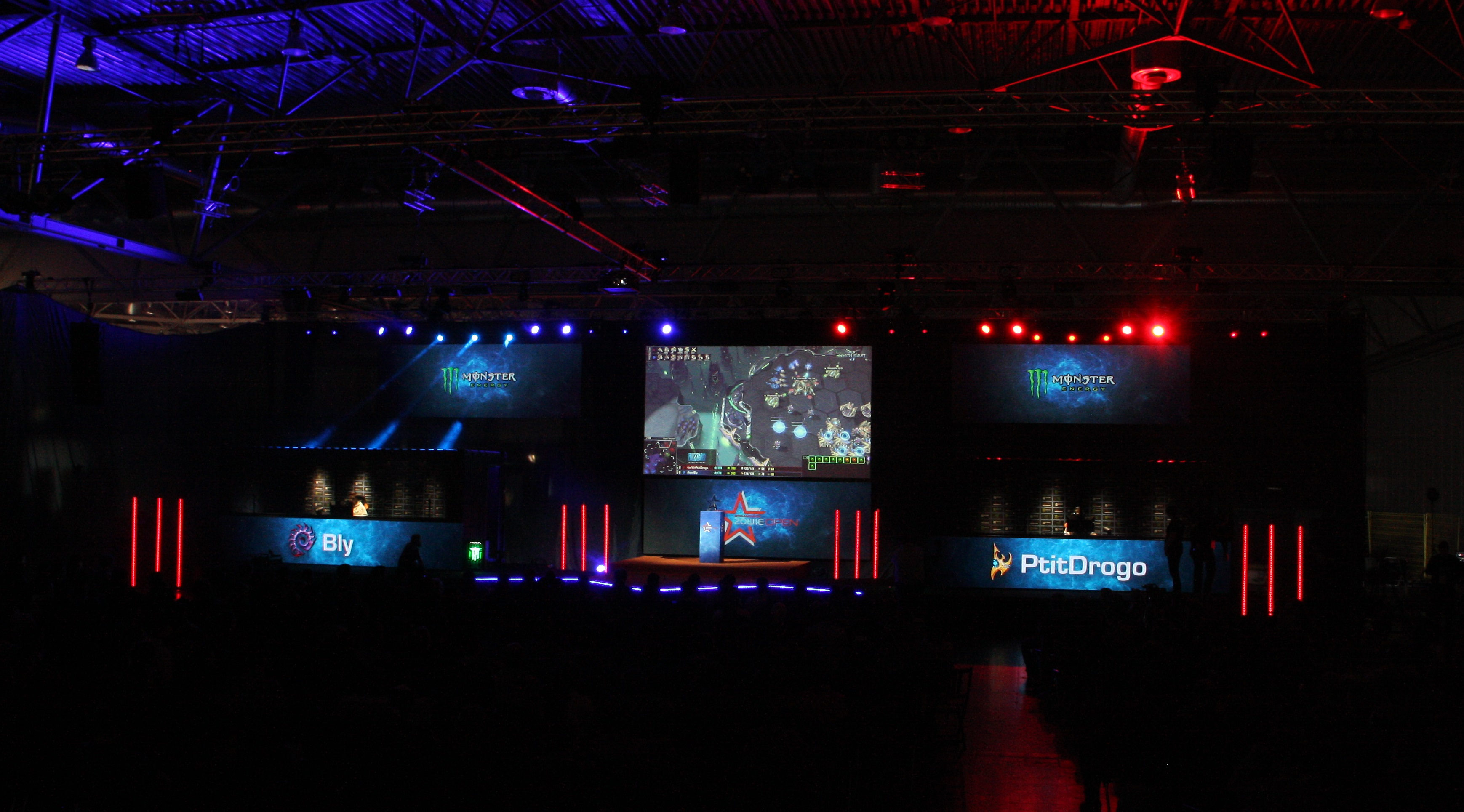
Финал 2016 DreamHack Open: Leipzig, на котором Bly занял второе место

Александр Свисюк родом из Житомира, Украина. Он начинал карьеру как профессиональный игрок в Warcraft III, где был одним из сильнейших украинских игроков в этой дисциплине и, в частности, представлял Украину на World Cyber Games. В 2010 году он перешёл на StarCraft II и дебютировал выступлением на Русскоязычной ПроЛиге (РПЛ) — самом престижном чемпионате СНГ по StarCraft II того времени. Некоторое время Bly считался одним из самых перспективных игроков на Украине, однако в течение двух лет не мог одержать победу на крупном турнире. За первые годы своей карьеры Александр успел побывать в киберспортивных командах Alien Invasion, Team Empire и Virus. Окончив университет, Bly 12 февраля 2012 года подписал контракт с европейской киберспортивной организацией Acer, что помогло достичь ему серьёзного прогресса в уровне игры.
В июле 2012 года в рамках 2012 StarCraft II World Championship Series прошёл чемпионат Украины. Bly занял на нём первое место, обыграв таких соперников, как Игорь «Fraer» Турчин, Евгений «Strelok» Опарышев и Алексей «White-Ra» Крупник (в финале). В том же году Bly стал чемпионом Украины по версии ESWC, а также занял второе место на турнире DreamHack в Бухаресте.
В 2016 году Bly занял второе место на турнире DreamHack в Лейпциге, проиграв в финале французскому киберспортсмену Тео «PtitDrogo» Фредиэру. В том же году команда Team Acer объявила о прекращении работы и Bly остался без команды. В августе 2016 года бывшими работниками и CEO Team Acer была создана команда Team expert, и оба бывших игрока состава Team Acer по StarCraft II — Bly и Саша «Scarlett» Хостин — перешли в неё.

## Достижения
- 2012 StarCraft II World Championship Series: Ukraine Nationals (1 место)[5]
- Electronic Sports World Cup 2012 National Qualifiers: Ukraine[4]
- 2012 DreamHack Open: Bucharest (2 место)[4]
- 2016 DreamHack Open: Leipzig (2 место)[6]